# Gunpo
Gunpo (kor. 군포시) – miasto w Korei Południowej, w prowincji Gyeonggi, na południe od Seulu. W 2005 liczyło 313 413 mieszkańców.

## Współpraca
- Korea Południowa: Yecheon, Muan, Yangyang, Buyeo, Cheongyang
- Kanada: Belleville
- Stany Zjednoczone: Clarksville
- Japonia: Atsugi
- Chińska Republika Ludowa: Jiaozhou